# مزرعة حريقص
مزرعة حريقص أو حريقص هي إحدى القرى اللبنانية من قرى قضاء زغرتا في محافظة الشمال، تقع على الحدود مع قضاء المنية-الضنية، تحدها القرى التالية: بوسيط، برج اليهودية، المنية
يوجد فيها عائلتين كبيرتين: الأولى هي عائلة الترس التي تنتمي إلى الطائفة المارونية والثانية هي عائلة ديب وتنتمي للطائفة السنية.